# Хаясі Йосімаса
Йосімаса Хаясі (яп. 林 芳正, нар. 19 січня 1961, Сімоносекі, Японія) — японський політичний діяч, головний секретар кабінету міністрів Японії з 14 грудня 2023 року.
У минулому був міністром закордонних справ Японії (10 листопада 2021 — 13 вересня 2023) та міністром оборони Японії (2 серпня — 24 вересня 2008 року).

## Біографія
Уродженець Симоносекі, Хаясі є сином японського політика Есіро Хаясі. Закінчив Токійський університет та навчався у Школі державного управління Джона Ф. Кеннеді при Гарвардському університеті. Хаясі вперше було обрано до Палати радників у 1995 році. Він представляє четверте покоління політиків у своїй сім'ї та з моменту вступу на посаду зосередився на адміністративній та податковій реформі.
Хаясі був призначений міністром оборони 1 серпня 2008 року. Однак він обіймав цю посаду менше двох місяців. Новий прем'єр-міністр Таро Асо 24 вересня 2008 року змінив Хаясі на Ясукадзу Хамада.
Після повернення ЛДП до влади на виборах у 2012 році Хаясі було призначено міністром сільського, лісового та рибного господарства.
6 листопада 2021 року було оголошено про його призначення міністром закордонних справ у другому уряді Кісіди.
14 грудня 2023 року Прем'єр-міністр Фуміо Кішіда фактично відсторонив головного секретаря кабінету міністрів Хірокадзу Мацуно через питання брудного фонду ЛДП і призначив на його місце Хаясі.
4 жовтня 2024 року Прем'єр-міністр замінив Сігеру Ісіба, але Хаясі залишився на посаді Головний секретар кабінету міністрів.

## Нагороди
- Орден «За заслуги» III ст. (Україна, 23 серпня 2022) — за значні особисті заслуги у зміцненні міждержавного співробітництва, підтримку державного суверенітету та територіальної цілісності України, вагомий внесок у популяризацію Української держави у світі[5]